# Prljava igra (2008.)
Prljava igra (engl. Leatherheads) američka je sportska komedija iz 2008. godine, redatelja, producenta i glavnog glumca Georgea Clooneyja. Radnja, koja je smještena u 1920-im, prati profesionalni klub američkog nogometa koji pokušava opstati dok javnost još nije u potpunosti upoznala mladi sport koji nema jasna pravila. Protagonist, kojeg glumi Clooney, njegov je kapetan koji se zaljubi u sportsku novinarku (čiji lik tumači Renée Zellweger).

## Uloge
- George Clooney – Jimmy "Dodge" Connelly
- Renée Zellweger – Lexie Littleton
- John Krasinski – Carter Rutherford
- Jonathan Pryce – CC
- Stephen Root – Suds
- Wayne Duvall – Coach Frank Ferguson
- Keith Loneker – Big Gus
- Malcolm Goodwin – Bakes
- Matt Bushell – Curly
- Tim Griffin – Ralph
- Robert Baker – Stump
- Nick Paones – Zoom
- Nick Bourdages – Bug
- Jeremy Ratchford – Eddie
- Max Casella – Mack Steiner
- Jack Thompson – Harvey
- Bill Roberson –  Mr. Dunn
- Blake Clark – Chicago Referee
- Marian Seldes – Clerk
- Thomas Francis Murphy – Cook
- Ledisi Young – pjevač bluesa

## Razvoj
Film je snimljen od veljače do svibnja 2007. u Južnoj Karolini, Sjevernoj Karolini i Tennesseeju.
Svjetska premijera bila je 24. ožujka 2008. Filmski lik Jimmyja Connellyja temelji se na igraču američkog nogometa Johnu McNallyju.
Izmišljena momčad Duluth Bulldogs djelomično je inspirirana stvarnom američkom nogometnom momčadi Duluth Eskimos.

## Kritike
Film je dobio različite ocjene kritičara. Od ukupno 108 recenzija na web stranici Rotten Tomatoes, pozitivno ga je ocijenilo 54 % kritičara. Na stranici Metacritic film je dobio prosječan rezultat 57 od 100, zasnovan na 32 kritike.

## Vanjske poveznice
- Službena web stranica  Arhivirana inačica izvorne stranice od 31. prosinca 2021. (Wayback Machine)
- Leatherheads na Rotten Tomatoes
- Leatherheads na Box Office Mojo